# Grant County (South Dakota)
Das Grant County ist ein County im US-amerikanischen Bundesstaat South Dakota. Das U.S. Census Bureau hat bei der Volkszählung 2020 eine Einwohnerzahl von 7556 ermittelt. Der Verwaltungssitz (County Seat) ist Milbank.

## Geografie
Das County liegt im Nordosten South Dakotas auf dem Coteau des Prairies an der Grenze zu Minnesota, die im Nordosten vom Big Stone Lake gebildet wird. 'Durchflossen wird es vom Whetstone River und den beiden Armen des Yellow Bank River, die allesamt rechte Nebenflüsse des Minnesota River sind.
Das County hat eine Fläche von 1782 Quadratkilometern, die sich auf 1768 Quadratkilometer Land- und 14 Quadratkilometer (0,78 Prozent) Wasserfläche verteilen.
An das Grant County grenzen folgende Nachbarcountys:
|                  | Roberts County | Big Stone County (Minnesota)     |
| Day County       |                | Lac qui Parle County (Minnesota) |
| Codington County | Deuel County   |                                  |

Der nordwestliche Teil des Countys wird vom Gebiet der Lake Traverse Indian Reservation eingenommen. Die Indianerreservation ist Heimat der Sisseton Wahpeton Oyate, einer Untergruppe der Dakota. Das Gebiet der Reservation erstreckt sich über mehrere County in South Dakota und North Dakota.

## Geschichte

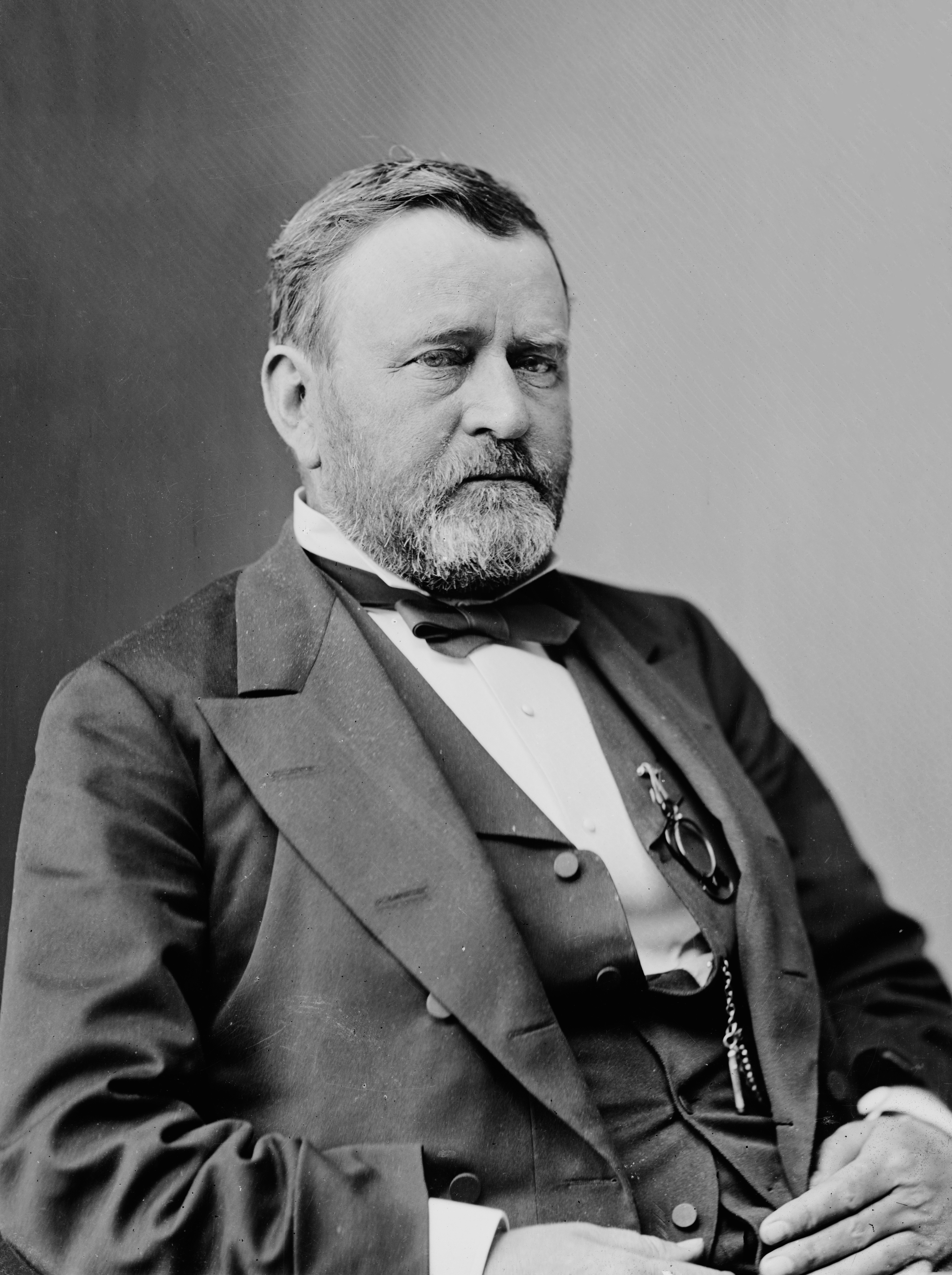
U. S. Grant

Das Grant County wurde am 8. Januar 1878 gebildet und die Verwaltungsorganisation am 17. Juni 1878 abgeschlossen. Benannt wurde es nach Ulysses S. Grant (1822–1885), dem Oberbefehlshaber der Unionstruppen im Bürgerkrieg und späteren 18. Präsidenten Amerikas.

Nachdem es aber zuerst vom Deuel County aus verwaltet wurde, ist im Juni 1978 eine eigene Verwaltung eingesetzt worden. Der erste Verwaltungssitz befand sich in Inkpa City. Milbank wurde zusammen mit drei weiteren Ortschaften später zu einem Kandidaten für den neuen Verwaltungssitz und gewann schließlich den Wettbewerb darum.

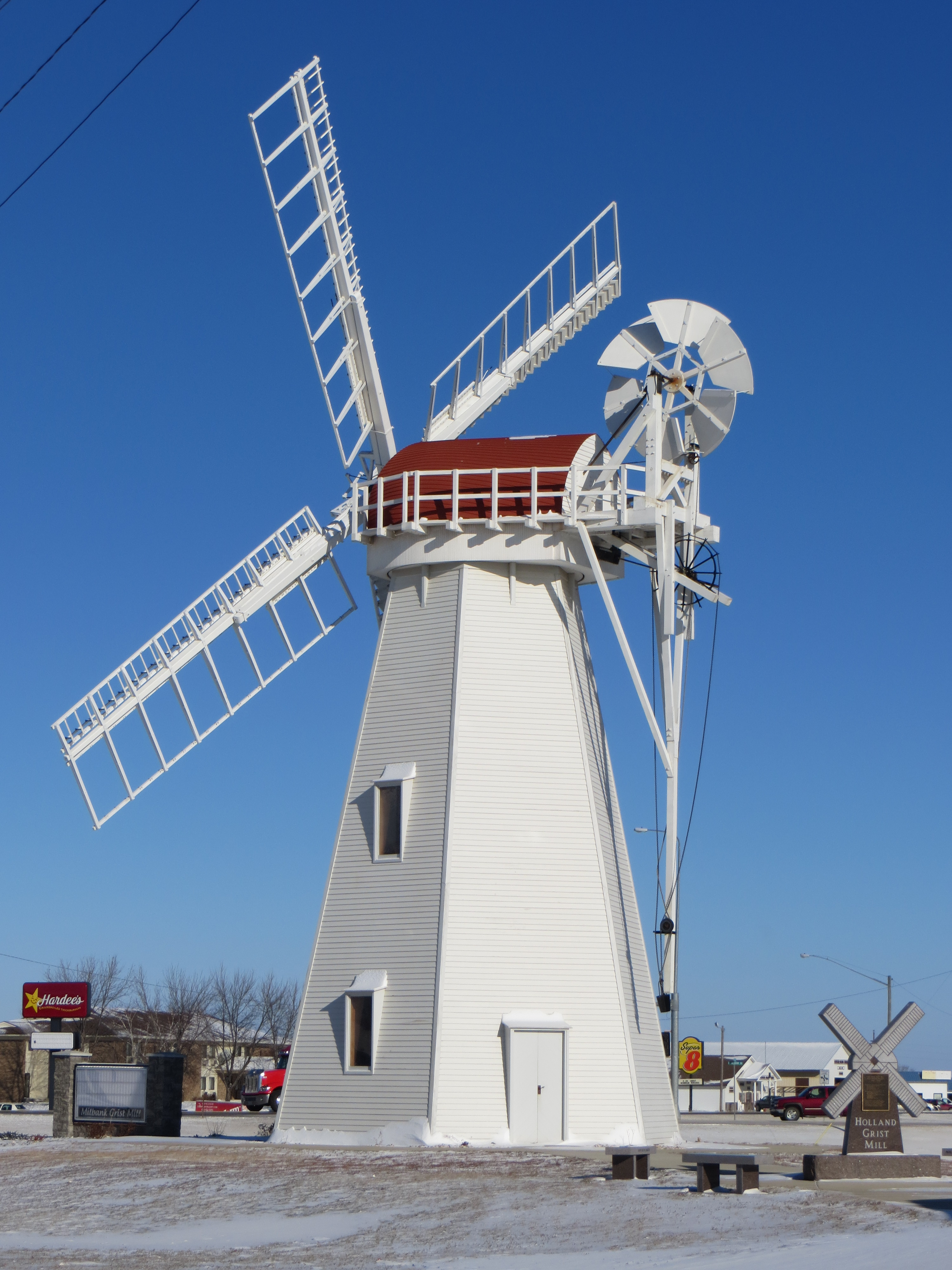
Die Hollands Grist Mill ist einer von 15 Einträgen des Countys im NRHP.

15 Bauwerke und Stätten des Countys sind im National Register of Historic Places (NRHP) eingetragen (Stand 31. Juli 2018).

## Demografische Daten
Nach der Volkszählung im Jahr 2010 lebten im Grant County 7356 Menschen in 3180 Haushalten. Die Bevölkerungsdichte betrug 4,2 Einwohner pro Quadratkilometer. In den 3180 Haushalten lebten statistisch je 2,22 Personen.
Ethnisch betrachtet setzte sich die Bevölkerung zusammen aus 97,4 Prozent Weißen, 0,4 Prozent Afroamerikanern, 0,8 Prozent amerikanischen Ureinwohnern, 0,4 Prozent Asiaten sowie aus anderen ethnischen Gruppen; 0,9 Prozent stammten von zwei oder mehr Ethnien ab. Unabhängig von der ethnischen Zugehörigkeit waren 2,5 Prozent der Bevölkerung spanischer oder lateinamerikanischer Abstammung.
22,2 Prozent der Bevölkerung waren unter 18 Jahre alt, 58,2 Prozent waren zwischen 18 und 64 und 19,6 Prozent waren 65 Jahre oder älter. 49,1 Prozent der Bevölkerung war weiblich.

Das jährliche Durchschnittseinkommen eines Haushalts lag bei 44.444 USD. Das Pro-Kopf-Einkommen betrug 24.344 USD. 12,6 Prozent der Einwohner lebten unterhalb der Armutsgrenze.

## Ortschaften im Grant County
Citys
- Big Stone City
- Milbank

Towns
| - Albee - La Bolt - Marvin - Revillo | - Stockholm - Strandburg - Twin Brooks |

Unincorporated Community
- Labolt

## Gliederung
Das Grant County ist neben den zwei Citys und sieben Towns in 17 Townships eingeteilt:
| Township                 | Einwohner (2010) | FIPS     |
| ------------------------ | ---------------- | -------- |
| Adams Township           | 150              | 46-00260 |
| Alban Township           | 580              | 46-00580 |
| Big Stone Township       | 314              | 46-05500 |
| Blooming Valley Township | 126              | 46-06100 |
| Farmington Township      | 75               | 46-21180 |
| Georgia Township         | 85               | 46-24100 |
| Grant Center Township    | 378              | 46-25740 |
| Kilborn Township         | 144              | 46-33940 |
| Lura Township            | 44               | 46-39500 |

| Township             | Einwohner (2010) | FIPS     |
| -------------------- | ---------------- | -------- |
| Madison Township     | 123              | 46-40180 |
| Mazeppa Township     | 112              | 46-41580 |
| Melrose Township     | 383              | 46-41940 |
| Osceola Township     | 90               | 46-47780 |
| Stockholm Township   | 88               | 46-61780 |
| Troy Township        | 60               | 46-64180 |
| Twin Brooks Township | 80               | 46-64740 |
| Vernon Township      | 218              | 46-66900 |